# Euvezin
Euvezin est une commune française située dans le département de Meurthe-et-Moselle, en région Grand Est.

## Géographie

### Localisation

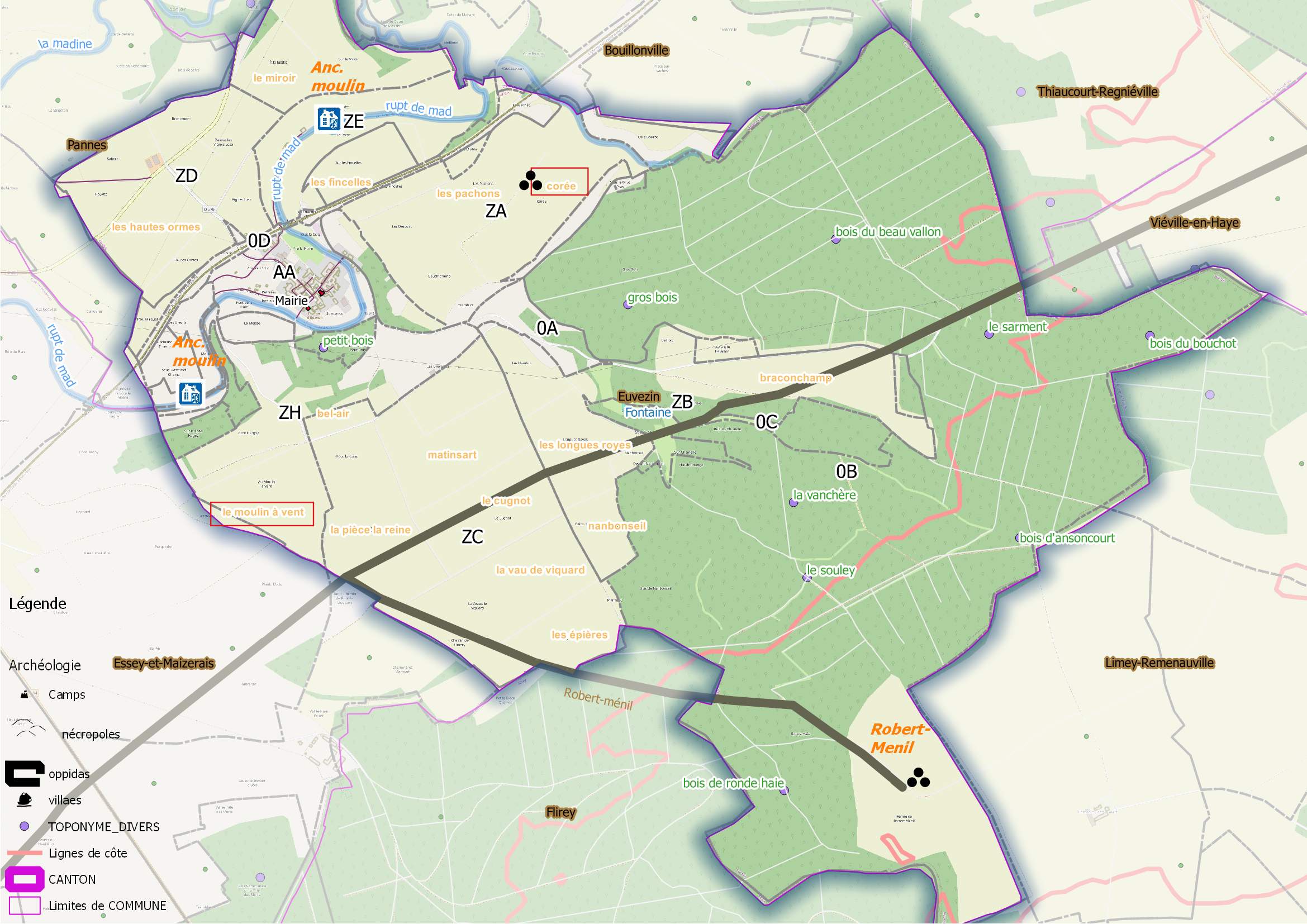
Fig. 1 - Euvezin (ban communal).

Village dans un vallon, sur le Rupt-de-Mad, à 45 km de Nancy, 31 de Toul, 5 de Thiaucourt.

### Géologie et relief
La commune se compose de 586,16 hectares de territoires agricoles (51,51 %) et 551,68 hectares de forêts et milieux semi-naturels (48,48 %).
D’après les données Corine Land Cover, le ban communal est de 1 132 hectares.
Espaces naturels :
- Un espace protégé Hors Natura 2000 : Parc naturel régional de Lorraine[4],
- Deux zones naturelles d'intérêt écologique, faunistique et floristique (Znieff) :

Pelouses de la Côte Bourot à Euzevin,
Le Rupt-de-Mad de Lahayville à Arnaville.

### Communes limitrophes
| Pannes             | Bouillonville | Thiaucourt-Regniéville |
| Essey-et-Maizerais | Euvezin       | Limey-Remenauville     |
| Essey-et-Maizerais | Flirey        | Limey-Remenauville     |

### Hydrographie et les eaux souterraines
Hydrogéologie et climatologie : Système d’information pour la gestion des eaux souterraines du bassin Rhin-Meuse :
Territoire communal : Occupation du sol (Corinne Land Cover); Cours d'eau (BD Carthage),
Géologie : Carte géologique; Coupes géologiques et techniques,
 Hydrogéologie : Masses d'eau souterraine; BD Lisa; Cartes piézométriques.

#### Réseau hydrographique
La commune est dans le bassin versant du Rhin, au sein du bassin Rhin-Meuse. Elle est drainée par le ruisseau le Rupt de Mad,.
Le Rupt de Mad, d'une longueur de 55 km, prend sa source dans la commune de Geville et se jette  dans la Moselle à Novéant-sur-Moselle, après avoir traversé 21 communes. 

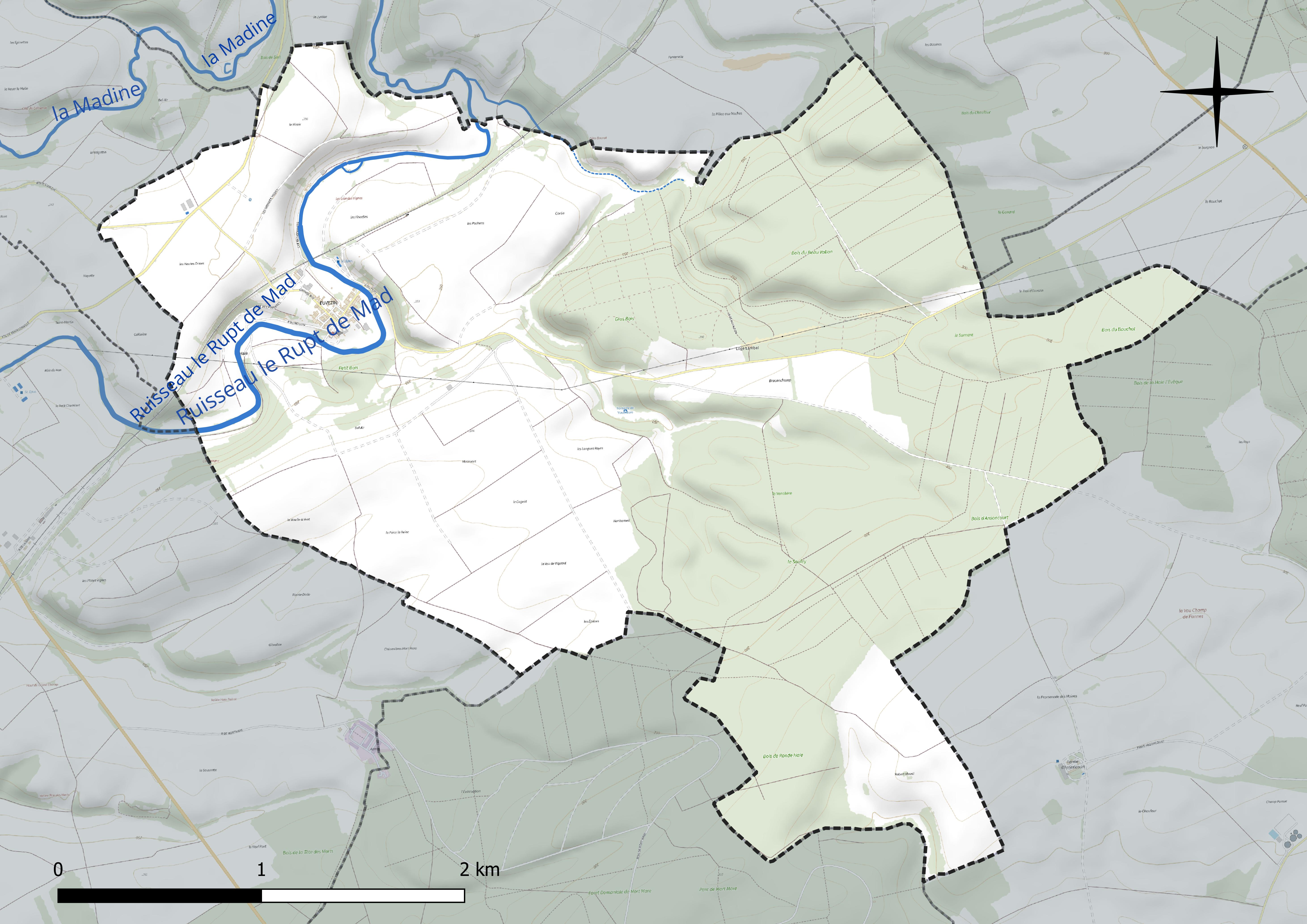
Réseau hydrographique d'Euvezin.

#### Gestion et qualité des eaux
Le territoire communal est couvert par le schéma d'aménagement et de gestion des eaux (SAGE) « Rupt de Mad, Esch, Trey ». Ce document de planification concerne les bassins versants du Rupt de Mad, de l’Esch et du Trey. Le périmètre a été arrêté le 2 juin 2014, la commission locale de l'eau (CLE) a été créée le 20 juin 2017, puis modifiée le 26 mars 20210. La structure porteuse de l'élaboration et de la mise en œuvre est le Parc naturel régional de Lorraine. 
La qualité des cours d’eau peut être consultée sur un site dédié géré par les agences de l’eau et l’Agence française pour la biodiversité. 

### Climat
Pour des articles plus généraux, voir Climat du Grand Est et Climat de Meurthe-et-Moselle.
En 2010, le climat de la commune est de type climat des marges montargnardes, selon une étude du Centre national de la recherche scientifique s'appuyant sur une série de données couvrant la période 1971-2000. En 2020, Météo-France publie une typologie des climats de la France métropolitaine dans laquelle la commune est dans une zone de transition entre le climat océanique altéré et le climat océanique altéré et est dans la région climatique  Lorraine, plateau de Langres, Morvan, caractérisée par un hiver rude (1,5 °C), des vents modérés et des brouillards fréquents en automne et hiver. 
Pour la période 1971-2000, la température annuelle moyenne est de 9,5 °C, avec une amplitude thermique annuelle de 16,6 °C. Le cumul annuel moyen de précipitations est de 809 mm, avec 12,4 jours de précipitations en janvier et 8,8 jours en juillet. Pour la période 1991-2020, la température moyenne annuelle observée sur la station météorologique de Météo-France la plus proche, « Nonsard », sur la commune de Nonsard-Lamarche à 6 km à vol d'oiseau, est de 10,7 °C et le cumul annuel moyen de précipitations est de 690,8 mm. 
La température maximale relevée sur cette station est de 40,1 °C, atteinte le 25 juillet 2019 ; la température minimale est de −17 °C, atteinte le 1er mars 2005,,. 
Les paramètres climatiques de la commune ont été estimés pour le milieu du siècle (2041-2070) selon différents scénarios d'émission de gaz à effet de serre à partir des nouvelles projections climatiques de référence DRIAS-2020. Ils sont consultables sur un site dédié publié par Météo-France en novembre 2022.

## Urbanisme

### Typologie
Au 1er janvier 2024, Euvezin est catégorisée commune rurale à habitat dispersé, selon la nouvelle grille communale de densité à sept niveaux définie par l'Insee en 2022.
Elle est située hors unité urbaine. Par ailleurs la commune fait partie de l'aire d'attraction de Pont-à-Mousson, dont elle est une commune de la couronne,. Cette aire, qui regroupe 16 communes, est catégorisée dans les aires de moins de 50 000 habitants,.

### Occupation des sols
L'occupation des sols de la commune, telle qu'elle ressort de la base de données européenne d’occupation biophysique des sols Corine Land Cover (CLC), est marquée par l'importance des territoires agricoles (51,6 % en 2018), une proportion identique à celle de 1990 (51,6 %). La répartition détaillée en 2018 est la suivante : forêts (48,4 %), terres arables (43 %), zones agricoles hétérogènes (7,6 %), prairies (1 %). L'évolution de l’occupation des sols de la commune et de ses infrastructures peut être observée sur les différentes représentations cartographiques du territoire : la carte de Cassini (XVIIIe siècle), la carte d'état-major (1820-1866) et les cartes ou photos aériennes de l'IGN pour la période actuelle (1950 à aujourd'hui).

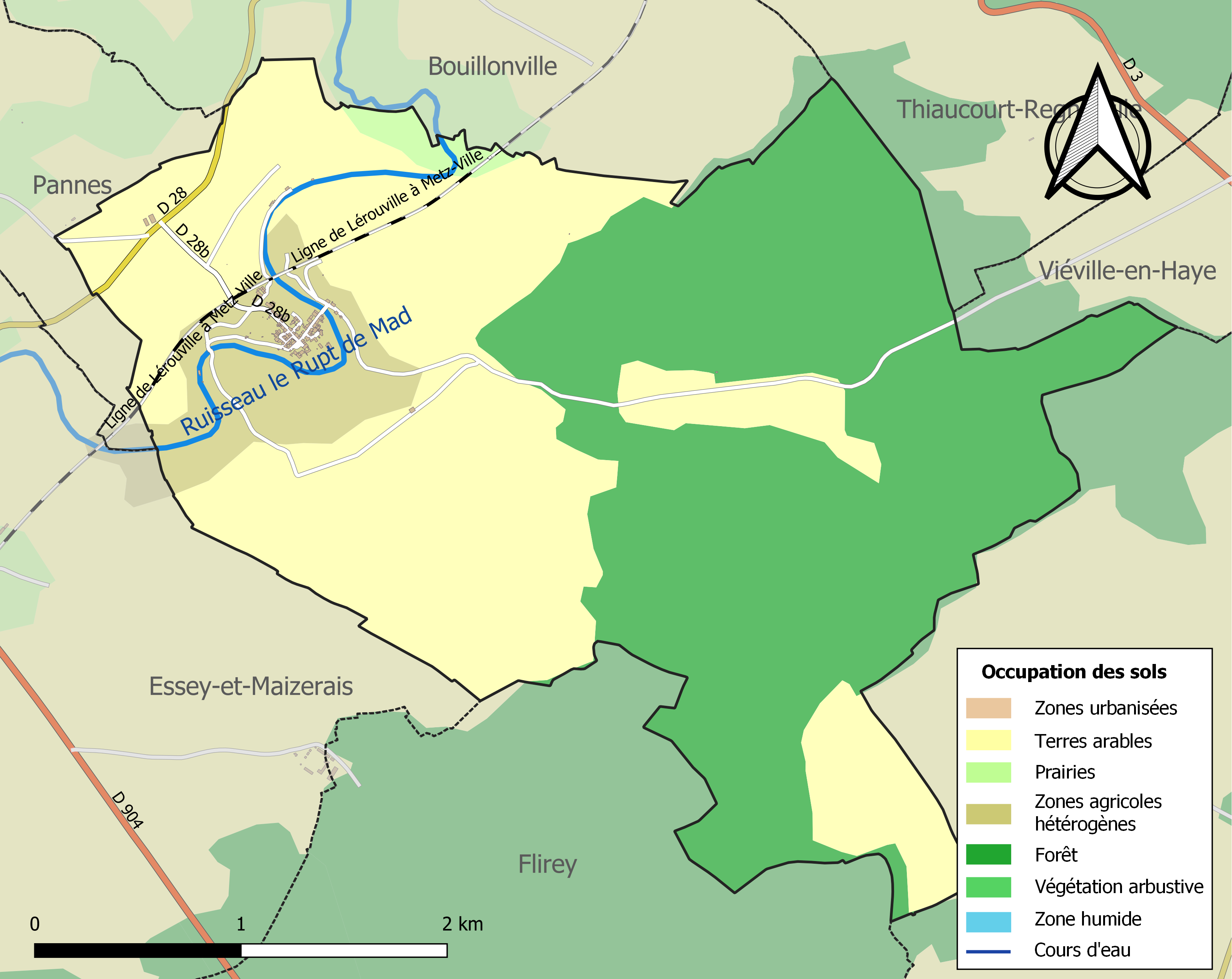
Carte des infrastructures et de l'occupation des sols de la commune en 2018 (CLC).

### Voies de communications et transports

#### Voies routières
- A313. Échangeur Pont à Mousson.
- A31 (aussi appelée autoroute de Lorraine-Bourgogne). Échangeurs Atton, Lesménils, Belleville.

#### Transports en commun
- Fluo Grand Est.

#### Lignes SNCF
- Gare de Pagny-sur-Moselle
- Gare de Pont-à-Mousson
- Gare de Dieulouard
- Gare d'Ancy-sur-Moselle

#### Transports aériens
- L'Aéroport d'Épinal-Mirecourt « Vosges Aéroport ».

À partir de l'été 2021, l’aéroport d’Épinal-Mirecourt est devenu le "pélicandrome" de la Zone Est et servira ainsi de base de ravitaillement et d’intervention pour les avions bombardiers d’eau connus sous le nom de Dash 8.
- Aéroport de Metz-Nancy-Lorraine
- Aéroport de Nancy-Essey

## Toponymie
Unvisin ou Uuvisin, 1288 - Euvisin, 1436 - Uvezin, 1594 sont les graphies recensées par le Dictionnaire topographique du département de la Meurthe.
Concernant l'étymologie du nom de ce village, on peut chercher un début d'explication en comparant Euvezin avec les communes de Beuvezin (en patois lorrain prononcez Bûv'zet) et Pleuvezain (nom actuel que le patois lorrain rend par Piow'zet) dont les différentes orthographes ont été analysées par l'instituteur de Tramont-Saint-André, M. Pernot, dans une note publiée par la société savante de Nancy.

### Ecarts et lieux-dits
HAYE (la), moulin d'Euvezin.

L'abbé Grosse signale dans son ouvrage de 1836 quelques lieux importants : 
« Il y a près du village une cense appelée Robert-ménil, on voit aussi deux moulins à grains, un moulin à vent, qui est peut-être l'unique dans le pays, et deux brasseries. Le principal commerce consiste en vins. »

## Histoire
La commune a longtemps produit du vin (jusqu'au début du XXe siècle), commercialisé sous l'appellation vin de Thiaucourt. Certains disent même que des bouteilles de ce vin auraient été embarquées à bord du Titanic.
D'après les sources, le village pourrait être de fondation assez récente car dépendait primitivement de la commune de Bouillonville.

### Antiquité et préhistoire
Outre la présence à proximité du ban communal de liaisons d'importance historique (Chemin Brabant, voie Brunehaut, etc.), Beaupré signale des traces d'occupations anciennes de l'âge des métaux et de l'occupation romaine dans son répertoire archéologique : 

« Au lieudit Corée-Colas, débris de tuiles et de pierres de taille. A la Côte belle tache, tumulus contenant une forte épée de fer, un vase de terre et un squelette. Près de là, à 2 mètres de profondeur, découverte de pièces de monnaies romaines en bronze, os taillés, poteries. » 

### Moyen Âge
H. Lepage parle de ce village dans son ouvrage :

« Un document de 1299 fait état d'une chapelle située au lieu-dit Robert-ménil, puis, en 1458 Jean Guiotin, habitant de Pont-à-Mousson, vend au seigneur d'Apremont, tout ce qui peut lui appartenir en la ville, ban et finage d'Euvezin, on trouve également des actes de dénombrement de la seigneurie ou de partie de la seigneurie d'Euvezin, donnés à Jacomin Simon (1435) ; Poince Baudoche (1457) ; Varry Roucel (1466) et Pierre Baudoche (1479), tous habitants de Metz… »
Cette terre fut érigée en comté, le 17 mars 1736, par le duc François III, en faveur de Charles-Gabriel comte de Rosières, d'une maison originaire de Touraine, établie dans le Barrois trois siècles auparavant. C'est à cette période que le château d'Euvezin, qui date peut être de 1611, est décrit dans les sources comme installé dans un méandre du Mad qui en facilitait la défense : 

« la seigneurie d'Euvezin, consistant en un château et  chapelle castrale, cour, basse-cour, colombier, bergerie, moulin, pressoirs et fours banaux, etc., »

### Époque contemporaine

#### Première guerre mondiale
La revue de Guerre "Pages de guerre écrites au jour le jour" relate :
« La population d'Euvezin a été évacuée par ordre des Allemands le 24 juillet 1915 et dirigée sur Arnaville, Conflans et Bruville. Les évacués dirigés sur Bruville ayant demandé à rentrer en France libre, furent emmenés en Allemagne, au camp d'Holzminden, où ils restèrent neuf mois. »

#### Seconde guerre mondiale
- Gare de Novéant[32].

## Politique et administration
| Période                                  | Période   | Identité            | Étiquette | Qualité                          |
| ---------------------------------------- | --------- | ------------------- | --------- | -------------------------------- |
| Les données manquantes sont à compléter. |           |                     |           |                                  |
| mars 2001                                | mars 2008 | André Defaux        |           |                                  |
| mars 2008                                | mai 2020  | Jacques Perantoni   |           | Retraité de la fonction publique |
| mai 2020                                 | En cours  | Sabine Parmentelot, |           | Profession libérale              |

### Budget et fiscalité 2023

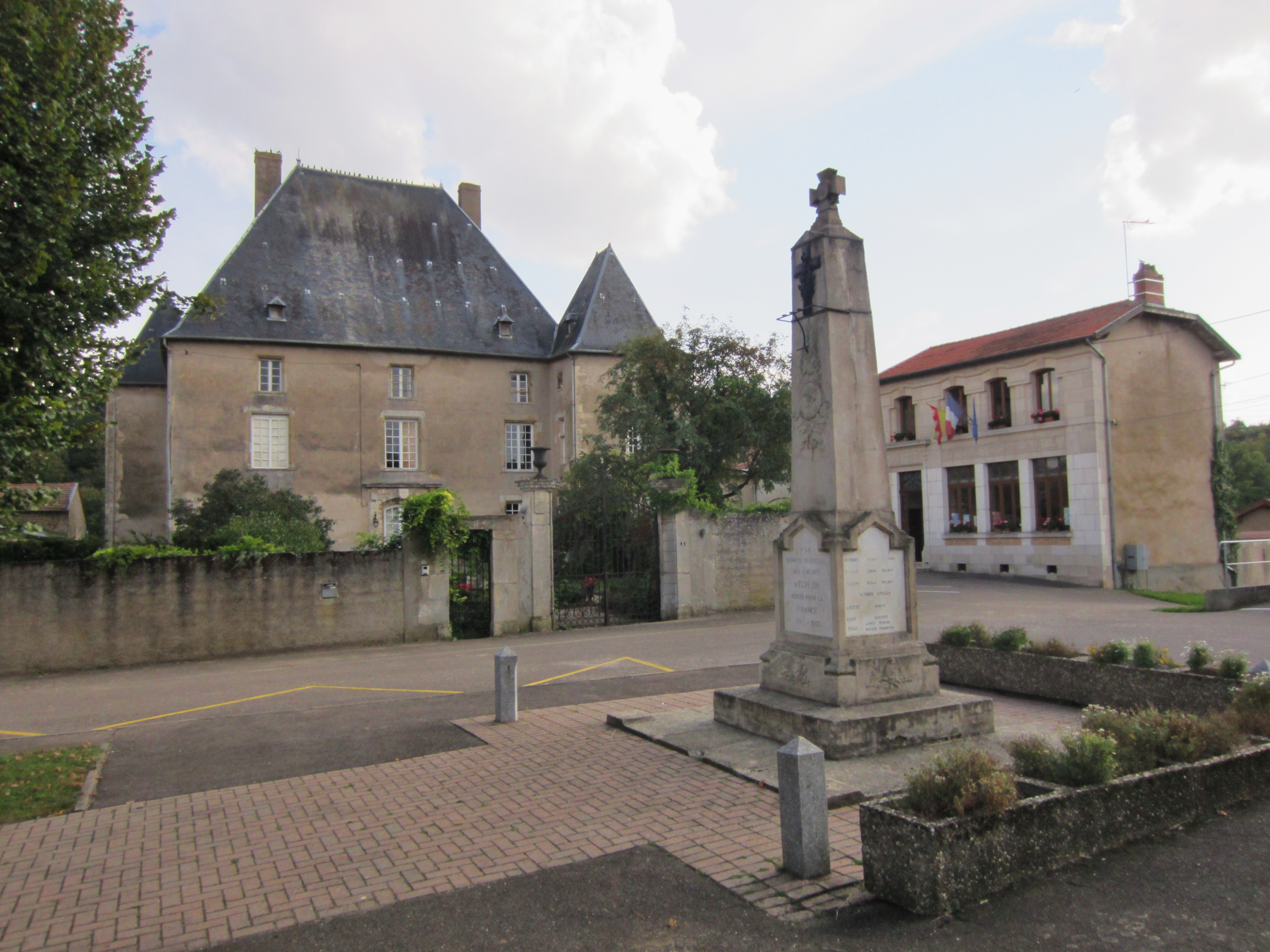
La place avec le château, la mairie, et le monument aux morts.

En 2023, le budget de la commune était constitué ainsi :
- total des produits de fonctionnement : 141 000 €, soit 1 270 € par habitant ;
- total des charges de fonctionnement : 92 000 €, soit 825 € par habitant ;
- total des ressources d'investissement : 270 000 €, soit 2 431 € par habitant ;
- total des emplois d'investissement : 2 320 000 €, soit 2 091 € par habitant ;
- endettement : 448 000 €, soit 4 035 € par habitant.

Avec les taux de fiscalité suivants :
- taxe d'habitation : 8,65 % ;
- taxe foncière sur les propriétés bâties : 27,19 % ;
- taxe foncière sur les propriétés non bâties : 24,37 % ;
- taxe additionnelle à la taxe foncière sur les propriétés non bâties : 0,00 % ;
- cotisation foncière des entreprises : 0,00 %.

Chiffres clés Revenus et pauvreté des ménages en 2021 : médiane en 2021 du revenu disponible, par unité de consommation : 20 880 €.

## Population et société

### Démographie

#### Évolution démographique
L'évolution du nombre d'habitants est connue à travers les recensements de la population effectués dans la commune depuis 1793. Pour les communes de moins de 10 000 habitants, une enquête de recensement portant sur toute la population est réalisée tous les cinq ans, les populations de référence des années intermédiaires étant quant à elles estimées par interpolation ou extrapolation. Pour la commune, le premier recensement exhaustif entrant dans le cadre du nouveau dispositif a été réalisé en 2006.

En 2022, la commune comptait 107 habitants, en évolution de −0,93 % par rapport à 2016 (Meurthe-et-Moselle : −0,13 %, France hors Mayotte : +2,11 %).
| 1793 | 1800 | 1806 | 1821 | 1831 | 1836 | 1841 | 1846 | 1851 |
| ---- | ---- | ---- | ---- | ---- | ---- | ---- | ---- | ---- |
| 366  | 447  | 446  | 387  | 400  | 417  | 404  | 390  | 407  |

| 1856 | 1861 | 1872 | 1876 | 1881 | 1886 | 1891 | 1896 | 1901 |
| ---- | ---- | ---- | ---- | ---- | ---- | ---- | ---- | ---- |
| 384  | 377  | 354  | 355  | 346  | 356  | 337  | 341  | 314  |

| 1906 | 1911 | 1921 | 1926 | 1931 | 1936 | 1946 | 1954 | 1962 |
| ---- | ---- | ---- | ---- | ---- | ---- | ---- | ---- | ---- |
| 307  | 277  | 166  | 158  | 146  | 149  | 136  | 151  | 139  |

| 1968 | 1975 | 1982 | 1990 | 1999 | 2006 | 2011 | 2016 | 2021 |
| ---- | ---- | ---- | ---- | ---- | ---- | ---- | ---- | ---- |
| 133  | 118  | 107  | 81   | 84   | 109  | 95   | 108  | 109  |

| 2022 | - | - | - | - | - | - | - | - |
| ---- | - | - | - | - | - | - | - | - |
| 107  | - | - | - | - | - | - | - | - |

### Enseignement
Établissements d'enseignements :
- Écoles maternelles et primaires à Essey-et-Maizerais, Thiaucourt-Regniéville, Bernécourt, Flirey.
- Collèges à Thiaucourt-Regniéville, Pagny-sur-Moselle, Blénod-lès-Pont-à-Mousson, Pont-à-Mousson.
- Lycées à Pont-à-Mousson.

### Santé
Professionnels et établissements de santé :
- Médecins à Domèvre-en-Haye, Maidières, Royaumeix, Pagny-sur-Moselle, Bayonville-sur-Mad, Blénod-lès-Pont-à-Mousson.
- Pharmacies à Domèvre-en-Haye, Maidières, Pagny-sur-Moselle, Blénod-lès-Pont-à-Mousson, Pont-à-Mousson.
- Hôpitaux à Pont-à-Mousson, Gorze, Saint-Mihiel, Liverdun, Commercy.

### Cultes
- Culte catholique, Paroisse Notre-Dame du Rupt-de-Mad[44], Diocèse de Nancy et Toul.

## Économie

### Entreprises et commerces
Les historiens s'accordent à décrire une économie essentiellement agricole et viticole, au XIXe siècle, 
« Surf. territ. 1 200 ha : dont 487 hect. en terres lab., 17 en prés, 73 en vignes, 504 en bois, 17 en jardins, chènevières, pâtures et vergers. L'hectare semé en blé peut rapporter de 5 à 6 hectol., en orge de 6 à 7, en seigle de 3 à 4, mais on en sème en petite quantité, en avoine de 6 à 7, planté en vignes de 60 à 75. Chevaux, vaches, porcs ; ces derniers sont d'un grand rapport, à cause de la quantité qu'on en élève. Culture des terres avec assez de développement, des vignes avec toute la perfection désirable. Deux moulins à grains. »,

#### Secteur primaire ouAgriculture
Le secteur primaire comprend, outre les exploitations agricoles et les élevages, les établissements liés à l’exploitation de la forêt et les pêcheurs.
D'après le recensement agricole 2010 du Ministère de l'agriculture (Agreste), la commune de Euvezin était majoritairement orientée sur la production de céréales et d'oléagineux sur une surface agricole utilisée d'environ 610 hectares (au delà de la surface cultivable communale) en légère hausse depuis 1988 - Le cheptel en unité de gros bétail s'est réduit de 258 à 189 entre 1988 et 2010. Il n'y avait plus que 4 exploitations agricoles ayant leur siège dans la commune employant 7 unités de travail.

#### Tourisme
- Hébergements et restauration à Flirey, Heudicourt-sous-les-Côtes, Vigneules-lès-Hattonchâtel, Thiaucourt-Lamarche[46].

#### Commerces
- Commerces et services de proximité[47].

## Culture locale et patrimoine

### Lieux et monuments

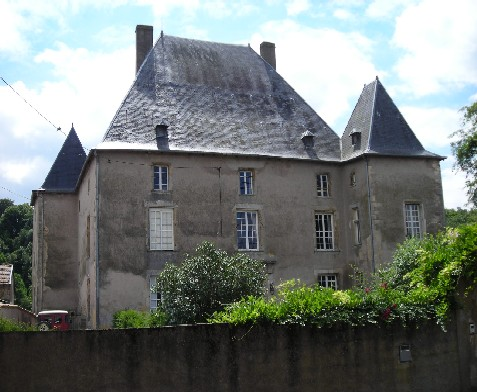
Château du Comte de Rozières.
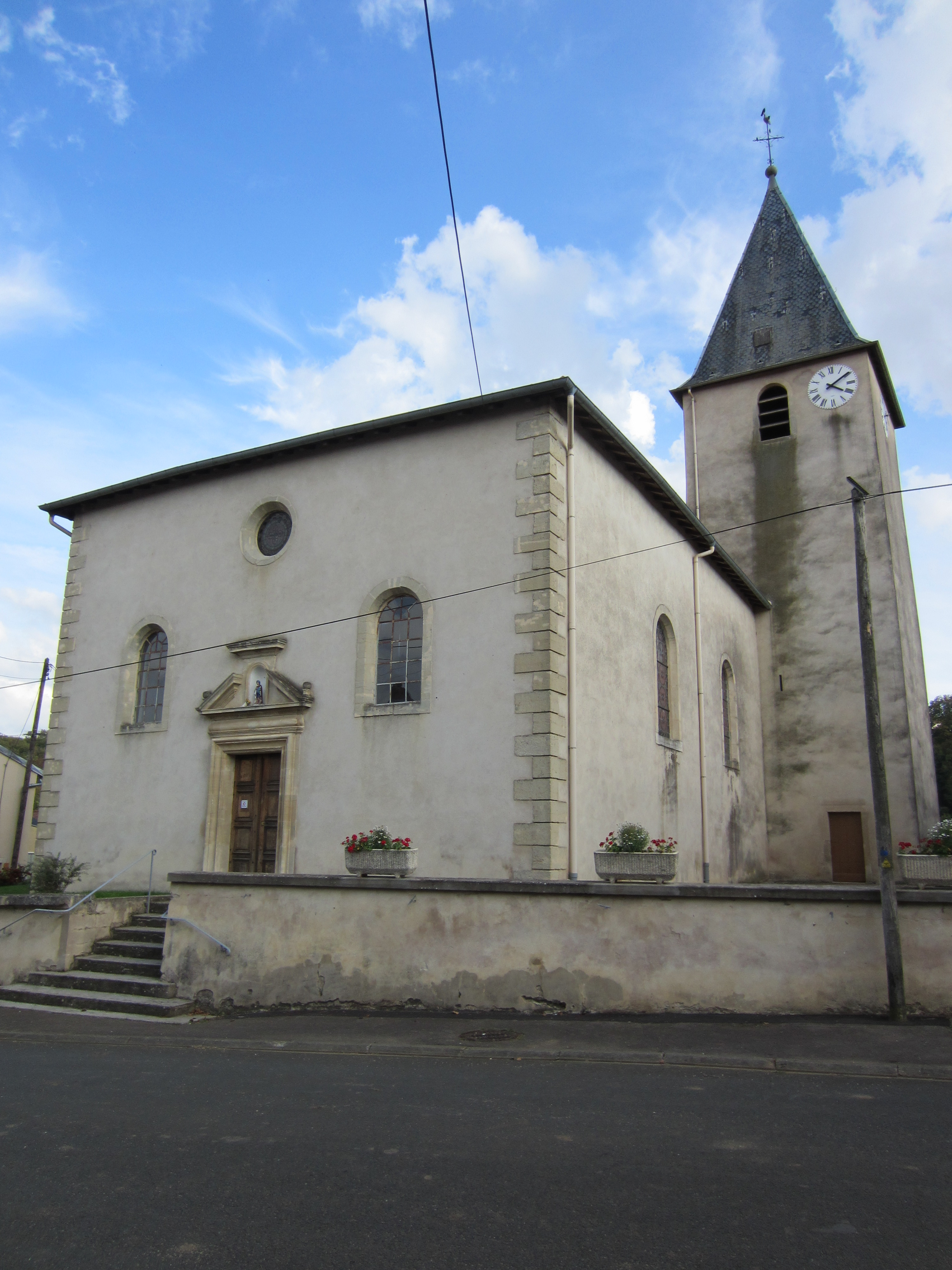
Église Saint-Gorgon.
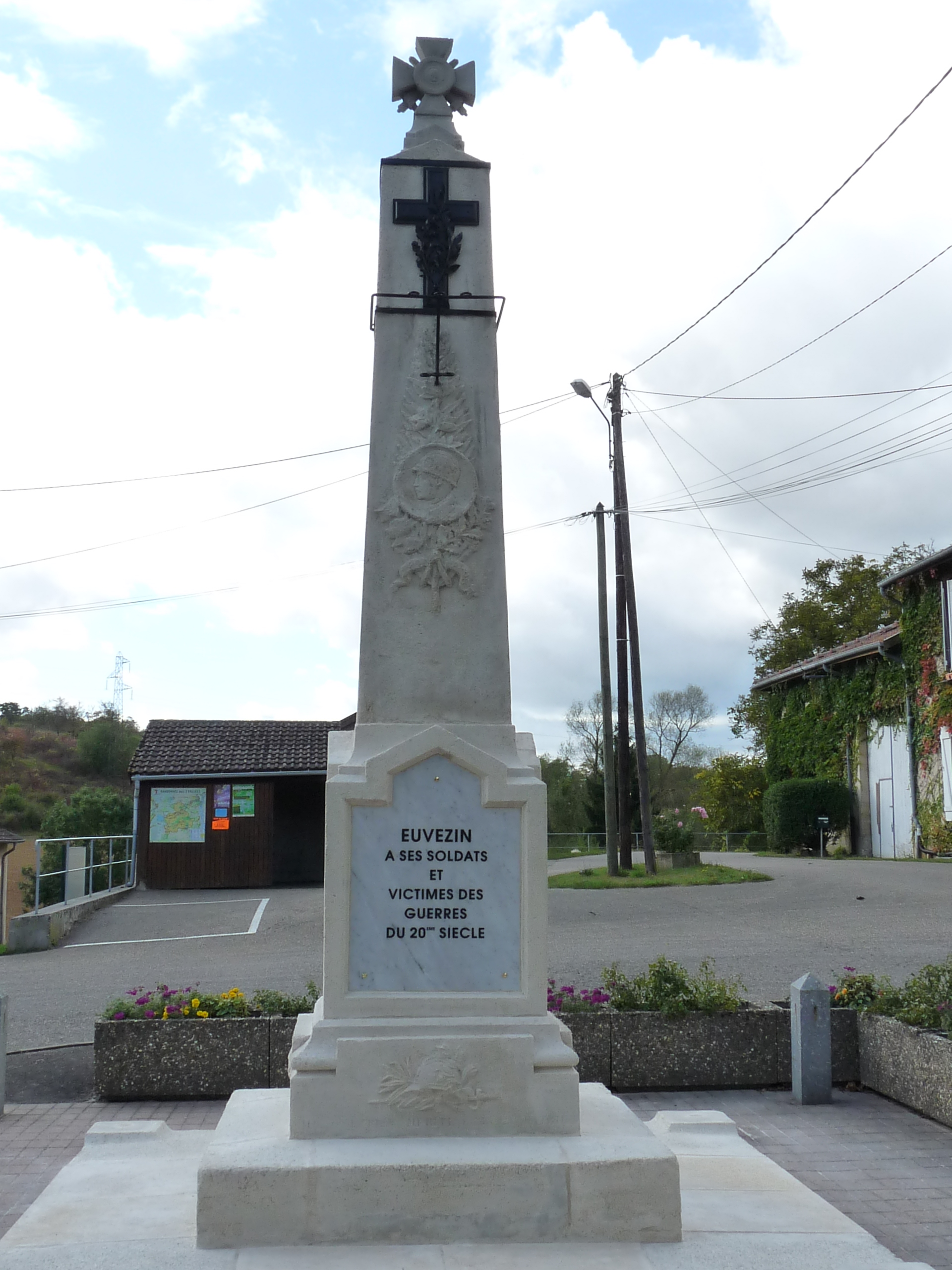
Monument aux morts.

- Le château d'Euvezin, qui date du XVe siècle, a été entièrement restauré au XVIIIe siècle. Il comporte des canonnières à la base des deux tours carrées du château primitif. En outre, il fait l’objet d’une inscription sur l'Inventaire supplémentaire des monuments historiques depuis le 28 mai 2009[48],[49],[50].
- Église Saint-Gorgon, tour romane remaniée, nef XVIIIe.
- Monument aux morts[51],[52].
- Cimetière militaire allemand[53].

### Personnalités liées à la commune
- Antoine de Rozières, président des Grands Jours de Saint-Mihiel, mort en 1611[54].
- Pillot, instituteur d'Euvezin (Meurthe-et-Moselle) en poste vers 1880[55], contributeur à la Revue Géographique de l'Est.
- Médaillés de Sainte-Hélène[56].

### Héraldique, logotype et devise
| Blason de Euvezin | Blason  | D'or à deux léopards contournés d'azur, lampassées de gueules, passant l'un au-dessus de l'autre ; à la bordure engrelée de gueules. |
| Blason de Euvezin | Détails | Le statut officiel du blason reste à déterminer.                                                                                     |

Il s’agit des armes de la famille De Rosières. En effet, François III érigea la terre d’Euvezin en comté en faveur de Charles Gabriel De Rosières.